# Drăușeni
Drăușeni (deutsch Draas, siebenbürgisch-sächsisch Draass, ungarisch Homoróddaróc) ist ein Dorf im Kreis Brașov in der Region Siebenbürgen in Rumänien. Es ist Teil der Gemeinde Cața (Katzendorf).
Der Ort ist auch unter den veralteten rumänischen Bezeichnungen Draușeni, Draos, Draoș, Dras und Drasu, den deutschen Drausz, Draes und Dräss und der ungarischen Daróc bekannt.

## Geographische Lage

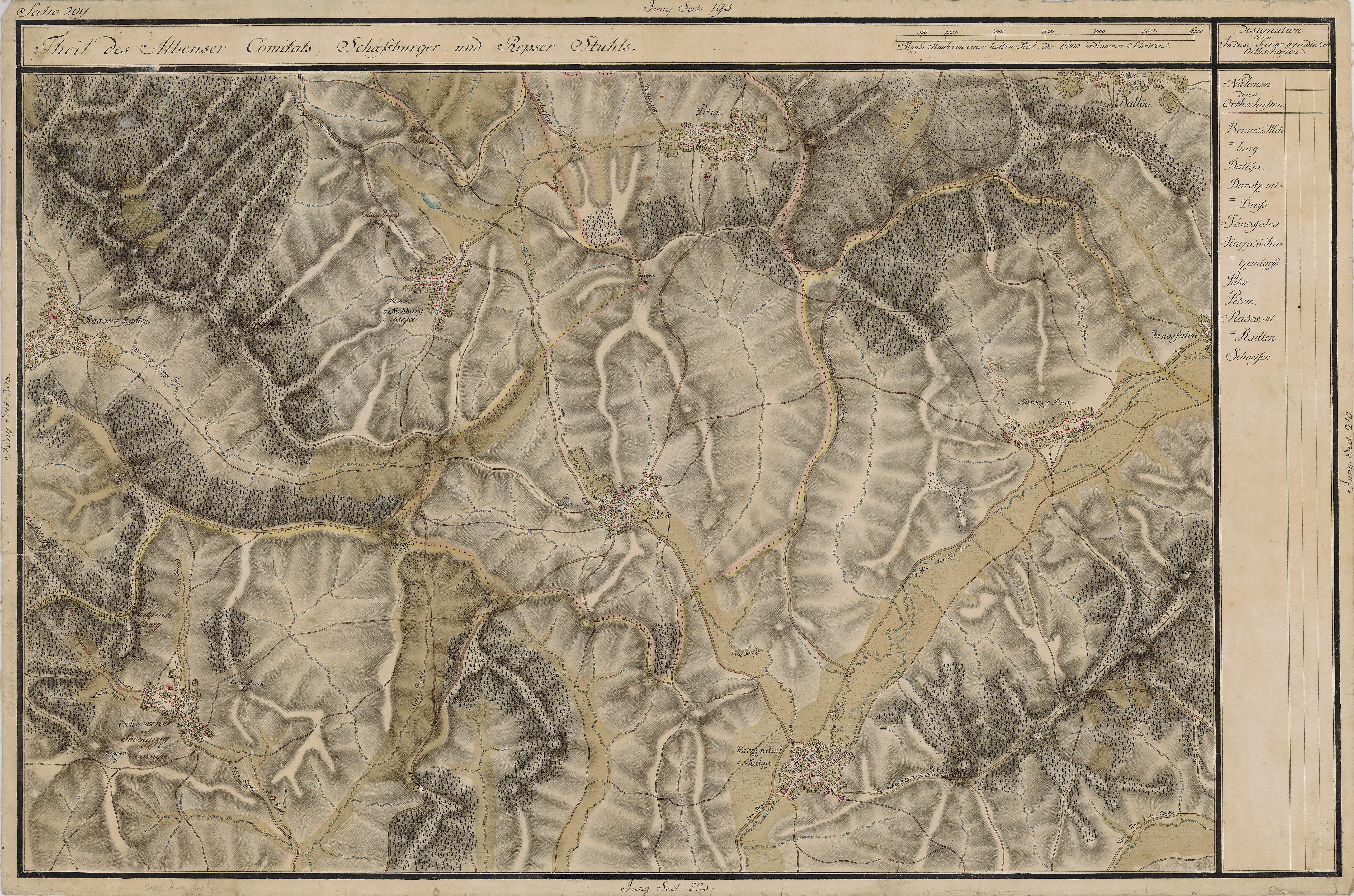
Draas (Darotz v. Drass) in der Josephinischen Landaufnahme von 1769–1773.

Das Dorf Drăușeni befindet sich im Osten des Siebenbürgischen Beckens – in den Vorkarpaten –, im Norden des Kreises Brașov, sieben Kilometer nördlich vom Gemeindezentrum Cața und ca. 16 Kilometer nördlich von der Kleinstadt Rupea (Reps) entfernt. Am Unterlauf des Großen Homorod – eines Quellenflusses des Homorod – und an der Kreisstraße (Drum județean) DJ 132B, liegt der Ort etwa 77 Kilometer nordwestlich von der Kreishauptstadt Brașov (Kronstadt).

## Geschichte
Als die östlichst gelegene freie Siedlung der Siebenbürger Sachsen auf historischem Königsboden im Altland, wurde der Ort Draas erstmals 1224 mit der Verkündung der Hermannstädter Freiheit („libertas Cibiniensis“) wo es heißt: a Waras usque in Boralt („von Broos bis Draas“) durch Andreas II. von Ungarn, urkundlich erwähnt.
Nach dem Ersten Weltkrieg wurde Draas im Vertrag von Trianon 1920, wie ganz Siebenbürgen, offiziell an das Königreich Rumänien angeschlossen. Durch den zweiten Wiener Schiedsspruch von 1940 kam Draas, als einziges siebenbürgisch-sächsisches Dorf des Altlandes, an das Königreich Ungarn zurück. Bis 1944 lag das Dorf direkt an der Grenze zu Rumänien. Nach der Wende siedelten in den 1990er Jahren die meisten noch im Dorf verbliebenen Siebenbürger Sachsen nach Deutschland über.
Wie viele Orte hat auch Draas eine Legende die besagt, dass die Fürsten der ersten Einwanderer ihre Schwerter, eins in Broos das zweite in Draas in die Erde steckten und somit die äußersten Punkte des neu besiedelten Gebietes markierten. Anschließend wurden die Schwerter in den jeweiligen anderen Ort gebracht. Dieses legendäre Draaser Schwert, welches im Chor der Kirche aufbewahrt wurde, ist seit der Evakuierung der Siebenbürger Sachsen im Zweiten Weltkrieg verschwunden. Das Brooser Schwert ging bereits während der Türkenkriege verloren.

## Bevölkerung
Die Bevölkerung des Dorfes entwickelte sich wie folgt:
| 1850 | 1.220 | 406 | 1   | 720 | 93 |
| 1920 | 1.027 | 340 | 59  | 618 | 10 |
| 1941 | 1.095 | 160 | 134 | 723 | 78 |
| 1966 | 819   | 179 | 612 | 28  | -  |
| 1992 | 509   | 100 | 405 | 4   | -  |
| 2002 | 543   | 97  | 436 | 5   | 5  |
| 2011 | 495   | 100 | 386 | 4   | 5  |

1850 wurde die größte Bevölkerungszahl des Ortes – auch die der Rumänen und der Roma (87) – registriert. Der höchste Anteil der Deutschen war im Jahre 1941 und der Ungarn 1966.
Auf dem Gebiet der Gemeinde lebten bis vor Ende des Zweiten Weltkrieges überwiegend Siebenbürger Sachsen. Mit dem Rückzug der deutschen Truppen Anfang September 1944 wurde von deutschen Offizieren die Evakuierung der Sachsen von Draas und Katzendorf angeordnet. Nach einer sieben Wochen dauernden Fahrt des Trecks, begleitet von 3–4 deutschen Soldaten, kam dieser in Amstetten in Niederösterreich an. Im April 1945 wurde der größte Teil der Flüchtlinge in der Umgebung von Amstetten von der Roten Armee nach Rumänien zurückgeführt.
Das Dorf wird heute hauptsächlich von Szeklern bewohnt. Die Hauptbeschäftigung der Bevölkerung sind die Landwirtschaft und die Viehzucht.

## Sehenswürdigkeiten

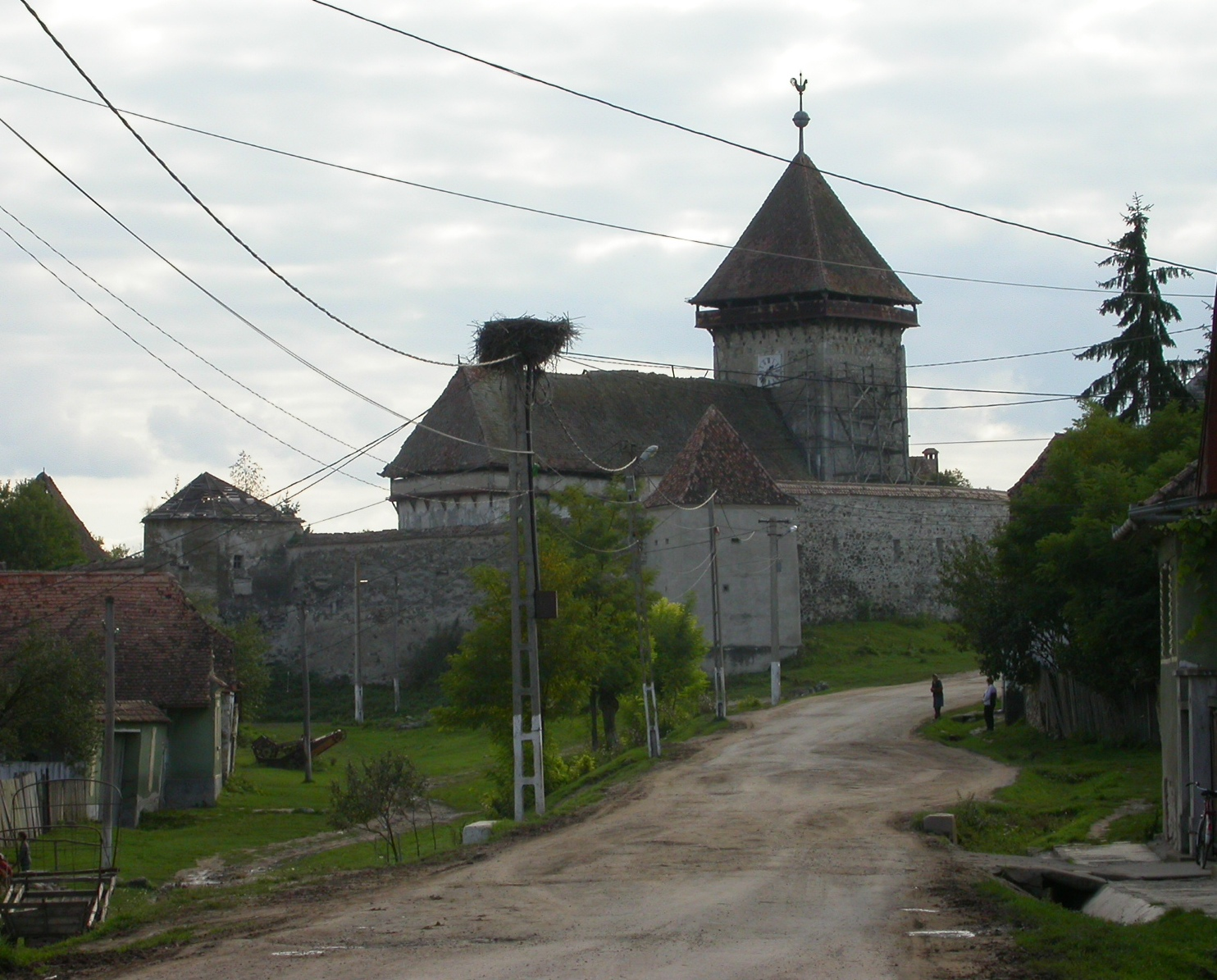
Kirchenburg

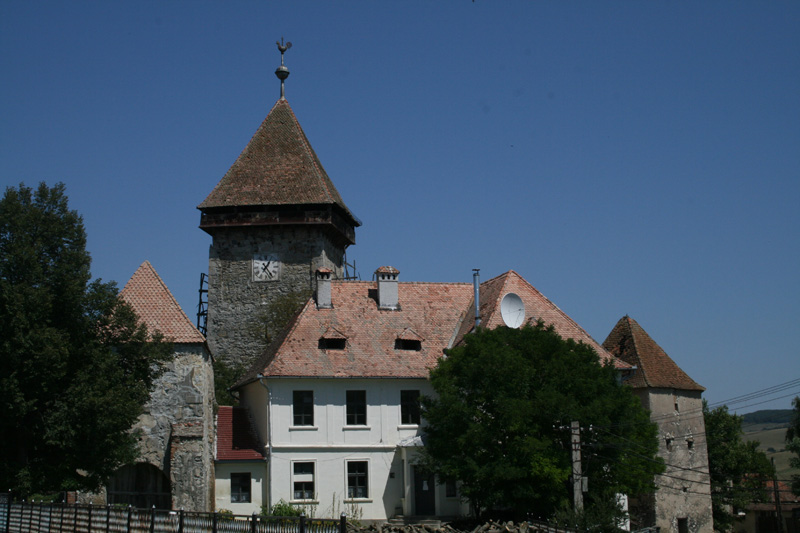
Kirchenburg

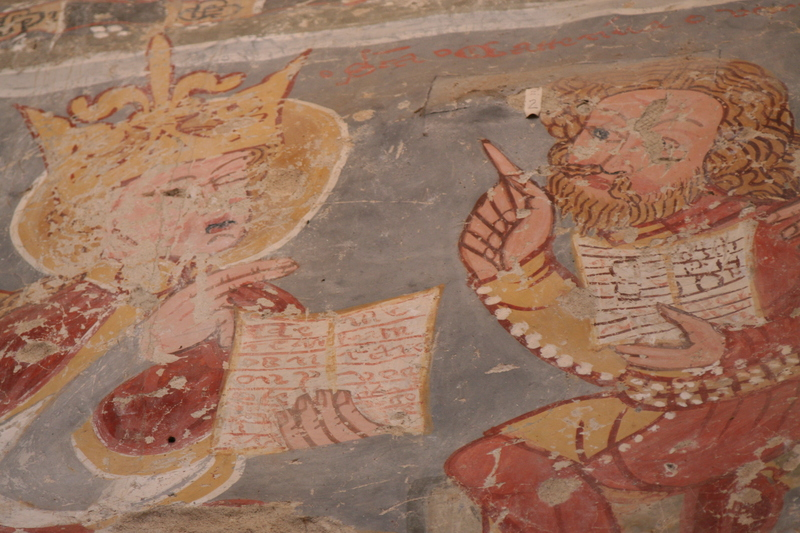
Fresken in der Kirche

### Kirchenburg
Das Kirchengebäude wurde Anfang des 13. Jahrhunderts als Basilika mit dreischiffigem Langhaus und einem quadratischen Chorraum, der mit einer halbrunden Apsis schließt, errichtet. Der viergeschossige West-Turm war im unteren Bereich von den Seitenschiffen eingefasst. Das Gebäude wurde aus Sandstein errichtet. Viele Steinverzierungen sowie Steinfriese und Kapitelle dienten als Schmuck. 1375 wurde ein 1,3 Meter hohes Wandgemälde mit der Legende der Heiligen Katharina unter dem Lichtgaden angebracht.
Um die Basilika wegen der sich verstärkenden Türkengefahr als Wehranlage zu gestalten, wurden am Ende des 15. Jahrhunderts die Seitenschiffe abgetragen, die Arkaden zwischen Haupt- und Seitenschiffen, die Fenster und das West-Portal bis auf schmale Schießscharten zugemauert. Durch nachträglich eingearbeitete Pilaster, die das Gewölbe stützen, wurde das Katharinen-Freis zerteilt. Die halbrunde Apsis wurde außen mit einem viereckigen Ziegelmantel umgeben und trägt einen Fachwerkwehrgang. Dem Turm wurde ein Wehrgang mit darunter liegendem Rundbogenfries aufgesetzt.
Die 8–9 Meter hohe Festungsmauer und die zum Teil eingestürzten sechs Wehrtürme der Kirchenburg bestehen aus Feldstein. Die Einfahrt zur Wehranlage liegt im Süd-Westen und wurde durch einen dreistöckigen Wehrturm, der zwei Fallgatter hatte, geschützt. Die Kirchenburg bestand nun aus einer Wehranlage, in deren Mitte die Kirche stand.
Im 17. Jahrhundert wurde eine zweite Wehrmauer mit zwei Türmen errichtet, die aber 1841 abgetragen wurde. Nach der Flucht der Siebenbürger Sachsen 1944 begann der langsame Verfall der Kirche. Von Szeklern übernommen, ist sie bis heute Eigentum der Evangelisch-Lutherischen Kirche in Rumänien.
Das Kirchengebäude steht heute unter Denkmalschutz. Durch ein Pilotprojekt des rumänischen Staates wurde das Dach des Kirchenschiffes und des Glockenturmes restauriert. Der Rest der Wehranlage ist in erbärmlichem Zustand. Erhalten ist in der Kirche das Uhrwerk, welches von den Einheimischen – meistens Szekler (2005 lebten im Dorf noch 4 Sachsen) – täglich gepflegt wird.
Im ehemaligen evangelischen Pfarrhaus haben die Szekler ihre Kirche eingerichtet. Sie unterstützen bei der Neugestaltung des Dorfes, wobei auch die Glocken der Kirchenburg, nach etwa vier Jahrzehnten, wieder zum Leuten gebracht wurden.
Weitere Sehenswürdigkeiten
- Die alte rumänische-orthodoxe Kirche, 1795–1798 errichtet, steht unter Denkmalschutz.[14]
- Das Haus mit Nr. 54, im 17. Jahrhundert errichtet, und der Ziehbrunnen mit Kette (Fântână cu lanț) – gegenüber dem Haus Nr. 16 –, im 19. Jahrhundert errichtet, stehen unter Denkmalschutz.[14]

## Persönlichkeiten
- Karl Johann Stephani (1876–1930), siebenbürgischer Agrarwissenschaftler, Buchautor, Publizist und Kunstsammler.
- Sándor Török (1904–1985), Schriftsteller; wirkte maßgeblich an der Entfaltung und zeitgemäßen Entwicklung der Anthroposophie und der Waldorfpädagogik mit.[19]